# Cacographis
Cacographis là một chi bướm đêm thuộc họ Crambidae.